# Ángela Ruiz Robles

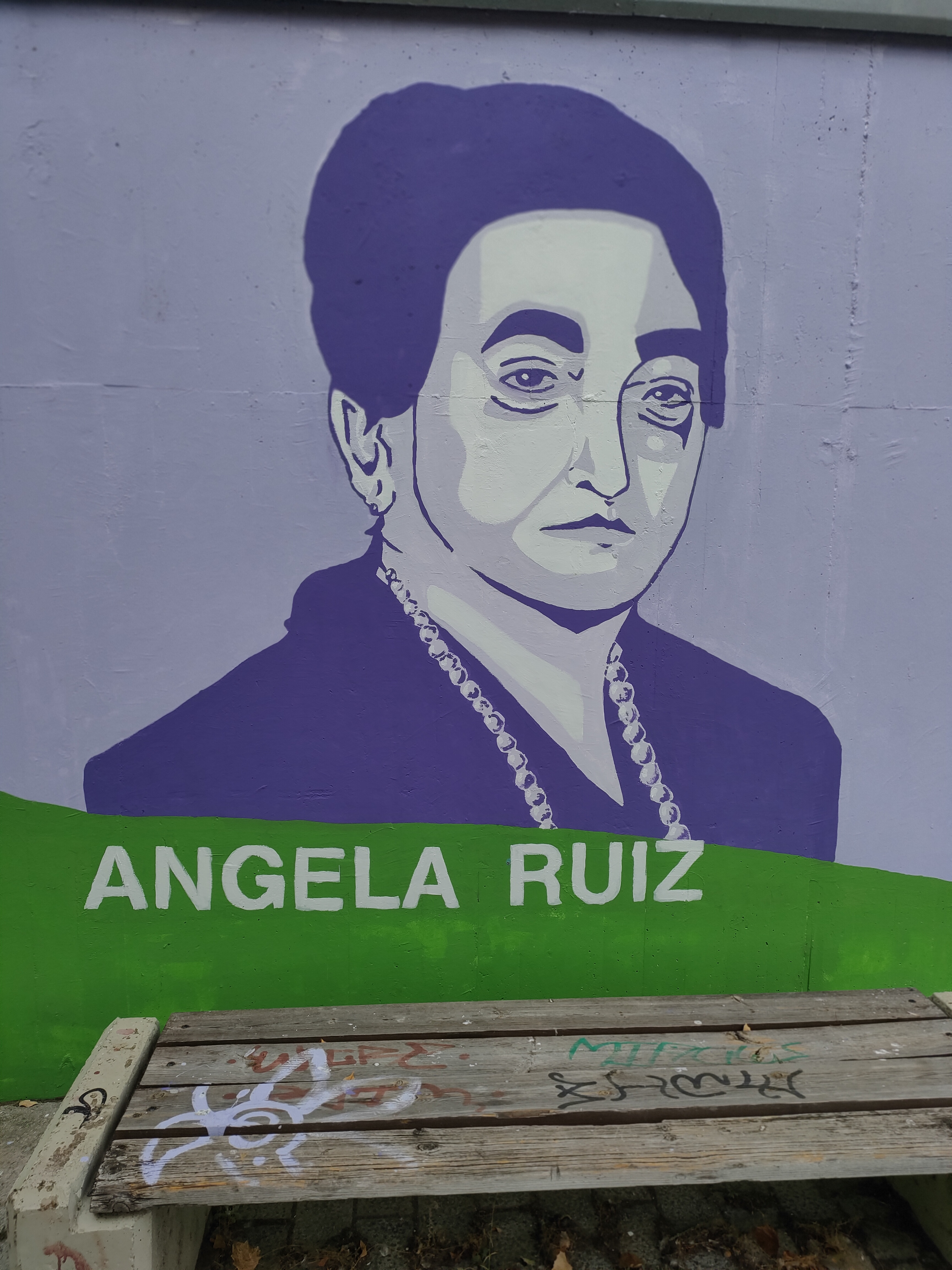
Grafiti de Ángela Ruiz en el mural feminista realizado por alumnas de la Escuela de Arte de León y ubicado en el paseo de la margen izquierda del Río Bernesga

Ángela Ruiz Robles  (Villamanín, Léon, 28 de marzo de 1895-Ferrol, La Coruña, 27 de octubre de 1975) fue una maestra, escritora e inventora española. Fue la inventora de una enciclopedia mecánica que bien podría considerarse como el primer libro electrónico de la historia, adelantándose en veinte años al dispositivo diseñado en 1971 por el estadounidense Michael Hart y en más de medio siglo a los actuales e-books.

## Biografía
Nació en Villamanín, (León, España), el 28 de marzo de 1895, hija de Elena Robles y del farmacéutico Feliciano Ruiz.
Realizó sus estudios superiores en la Escuela de Magisterio de León, donde impartió sus primeras clases de taquigrafía, mecanografía y contabilidad mercantil entre 1915 y 1916.
En 1917 fue docente y directora en la Escuela de Gordón, en León. En 1918 obtuvo la plaza de maestra en Santa Eugenia de Mandiá, una aldea próxima a Ferrol. Estuvo allí hasta 1928. El 18 de diciembre de 1925 recibió «una distinción especial por sus indiscutibles méritos en agradecimiento a su dedicación y la atención desinteresada» promovida por sus convecinos. En 1934 realizó una importante labor como gerente de la Escuela Nacional de Niñas del Hospicio. En 1945 fue profesora de la Escuela Obrera gratuita. En 1948 enseñó taquigrafía, ortografía, gramática y mecanografía en el Colegio Ibáñez Martín. En 1959 accedió al cargo de directora, que mantuvo hasta su jubilación.
Entre 1938 y 1946 escribió, dio conferencias, editó y reeditó la mayor parte de su obra científica, un total de dieciséis libros. Sus tres primeros son: Compendio de ortografía castellana, Ortografía castellana y Taquigrafía martiniana abreviada moderna. Impartió clases a opositores de aduanas, correos, telégrafos y para el ingreso en altos estudios mercantiles en la academia para adultos de su propiedad, Elmaca.

## Etapa como inventora
Entre 1944 y 1949 llevó a cabo varios proyectos. En 1944 realizó el proyecto del atlas científico-gramatical, con la finalidad de dar a conocer España con gramática, sintaxis, morfología, ortografía y fonética. Después realizó el proyecto de la máquina taquimecanográfica.
En 1949 desarrolló la primera propuesta de enciclopedia mecánica. Patentada con fecha 7 de diciembre de 1949, según la patente núm. 190.698. En 1962 se realizó un prototipo de la enciclopedia mecánica, construido en el Parque de Artillería de Ferrol (La Coruña), siendo ella misma quien dirigió los trabajos. Desde el 2006, la Enciclopedia formó parte de la Exposición del Museo Pedagógico de Galicia (MUPEGA) en Santiago de Compostela (La Coruña) hasta el 4 de mayo de 2012, que pasó a la Exposición permanente del Museo Nacional de Ciencia y Tecnología de La Coruña.

## Descripción de la enciclopedia mecánica

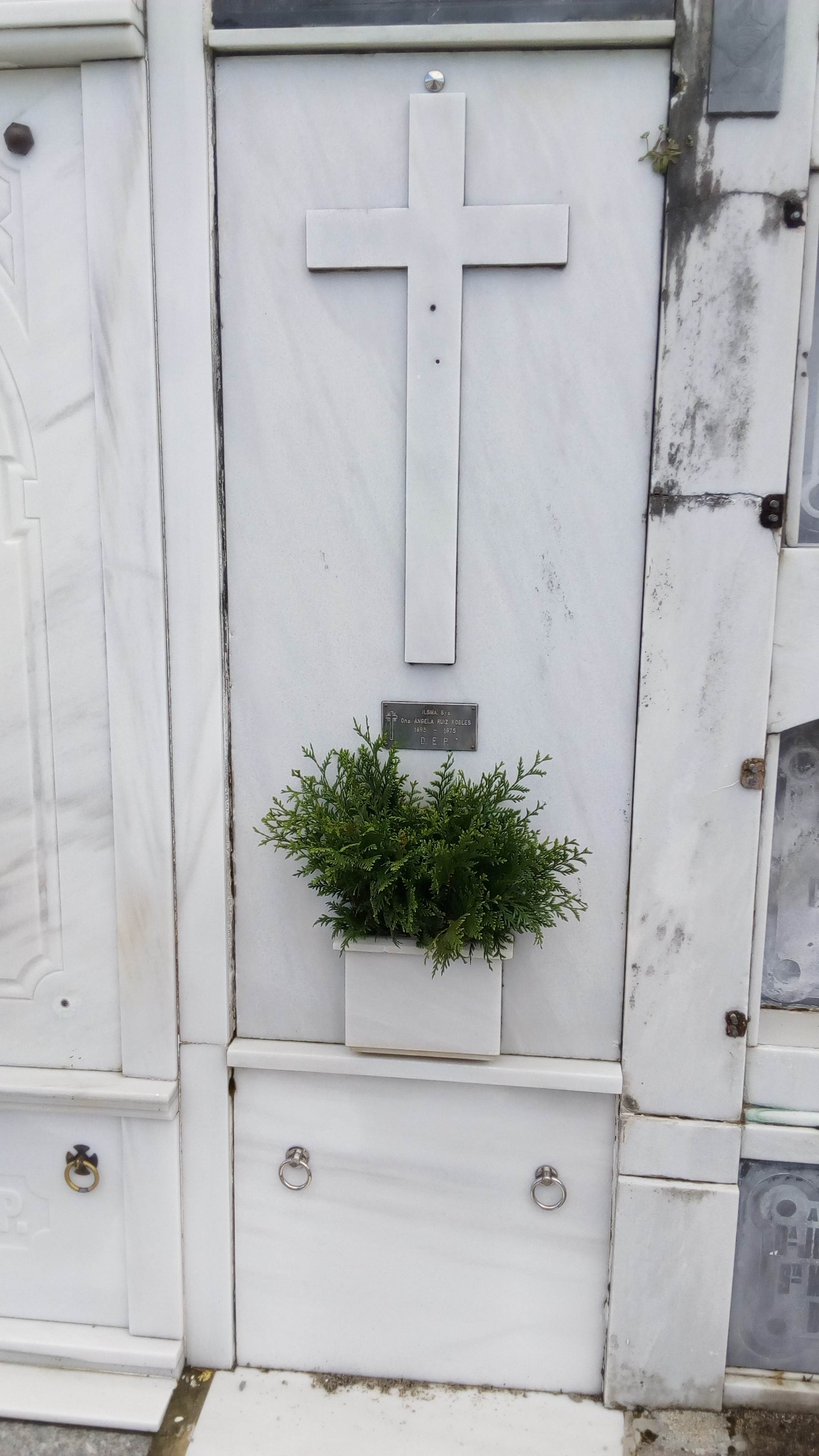
Tumba de Ángela Ruíz Robles

Abierta, consta de dos partes. En la de la izquierda lleva una serie de abecedarios automáticos, en todos los idiomas: con una ligerísima presión sobre un pulsador se presentan las letras que se deseen, formando palabras, frases, lección o tema y toda clase de escritos. En la parte superior de los abecedarios lleva a la derecha una bobina con toda clase de dibujo lineal, y en la de la izquierda otra con dibujo de adorno y figura. En la parte inferior de los abecedarios, un plástico para escribir, operar o dibujar. En la parte interior, un estuche para guardar asignaturas. En la parte de la derecha van las asignaturas, pasando por debajo de una lámina transparente e irrompible, pudiendo llevar la propiedad de aumentos, pueden ser estos libros luminosos e iluminados para poder leerlos utilizando la propia luz. A la derecha e izquierda de la parte por donde pasan las materias lleva dos bobinas, donde se colocan los libros que se desee leer en cualquier idioma; por un movimiento de los misma van pasando todos los temas, haciendo las paradas que se quieran o queda recogido. Las bobinas son automáticas y puede desplazarse del estuche de la Enciclopedia y extenderse, quedando toda la asignatura a la vista; puede estar sobre una mesa (como los libros actuales) o perpendicular, facilitando comodidad al lector, evitando con ello gran número de esfuerzos intelectuales y físicos. Todas las piezas son recambiables. Cerrado, queda del tamaño de un libro corriente y de facilísimo manejo. Para autores y editores el coste de sus obras se aminora considerablemente, por no necesitar ni pasta ni encuadernado y queda impresa de una tirada, o cada una de sus parte (si consta de varias), resultando este procedimiento un bien general.

## Fallecimiento
Murió en Ferrol (La Coruña) el 27 de octubre de 1975. 

Doña Ángela fue una gran maestra, profesora de otras muchas maestras. Otra condición personalísima de su vocación: la investigación, la inventiva premiada por el Gobierno. Su labor docente puede ser citada como orgullo de España, de su esfuerzo surgió la Enciclopedia Mecánica, la catalogación práctica y asimilable de los signos, la didáctica de formar los idiomas que antes de ella no se conocían. Sus desvelos por implantar sus libros, sus métodos, fueron muchas veces frustraciones. Queda el ejemplo de la constancia, de su orgullo por llamarse inventora, por ser maestra. El pésame es extensivo a la población investigadora de este país, porque ha perdido una gran personalidad didáctica y ejemplarísima».

Está enterrada en el cementerio de San Salvador de Serantes, Ferrol (La Coruña).

## Precursora del libro digital
La enciclopedia mecánica era necesaria según sus explicaciones porque: «aligera el peso de las carteras de los alumnos, hace más atractivo el aprendizaje y adapta la enseñanza al nivel de cada estudiante. Portátil, que pese poco, de uso en casa y en el colegio, con la posibilidad de adaptarse a alumnos de todos los niveles y a los que tengan problemas de visión. Apoya al aprendizaje con sonidos. Enseña varios idiomas. Facilita el aprendizaje en la oscuridad incorporando luz. Da soporte para que otros maestros añadan sus propios materiales y aminorar costes».«Los libros mecánicos proporcionan muchísimas ventajas. El mío ha sido ideado para todos los idiomas y facilita grandemente el trabajo a profesores y alumnos. Ideovisual, responde al progreso del vivir actual y cumple las leyes de enseñanza general. Por su calidad de internacionalidad, facilita en el mundo el arte de enseñar a profesores, pedagogos, especialistas de la enseñanza. Es atractiva y práctica. Se trata de una pedagogía ultramoderna que actúa las realidades pedagógicas. Auxilia a la ciencia de la Enseñanza y creo que cumple los fines que me he puesto al idearlo».
En 1970 en Bruselas, el vicepresidente para España, delegado oficial para América Latina y director de la revista Técnica e Invención, declaró en la presentación de la investigación realizada por un equipo de científicos durante siete años en busca de inventos españoles: 

En 20 siglos, tanto en España como en otras naciones, le aseguro que en ninguno de los numerosos centros de investigación que hemos consultado existía referencia alguna sobre ingenios de origen femenino. Creo que la situación no es solo española, porque tanto aquí como en el resto de los países la mujer significó bastante poco. La única inventora española es Doña Ángela Ruiz Robles miembro de la Orden de Alfonso X el Sabio y poseedora de numerosos premios nacionales e internacionales a la invención. Doña Ángela se encuentra representada en esta Exposición por tres ingenios verdaderamente importantes en lo que a la enseñanza se refiere: la máquina taquimecanográfica, un atlas lingüístico gramatical y la enciclopedia mecánica que ha sido aprobada por el Ministerio Educación y Ciencia para texto de enseñanza.

En 1970 rechazó una proposición en Washington de explotar sus patentes en EE. UU. porque quería que fuera desarrollada en su país, «porque Ferrol fue su cuna». En 1949 se adelantó a su tiempo preconizando la llegada de la nueva era de los libros electrónicos, podemos decir que el primer libro electrónico nació en Ferrol gracias ella.

En 1998, el Ayuntamiento de Ferrol le rindió un homenaje a toda su labor realizada en el Colegio Público Ibáñez Martín, su último lugar de trabajo.

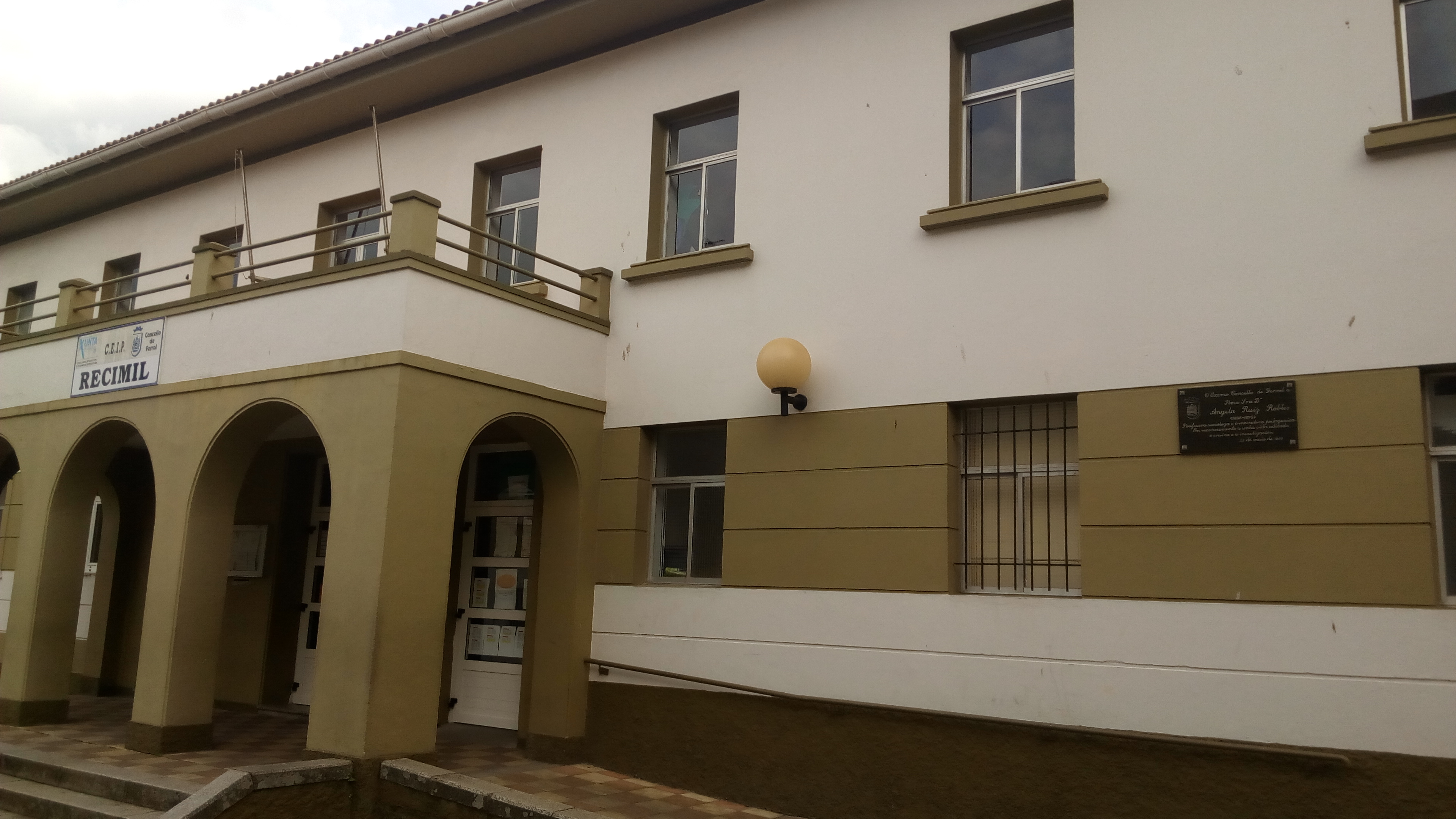
CEIP Recimil (antes Ibáñez Martín)

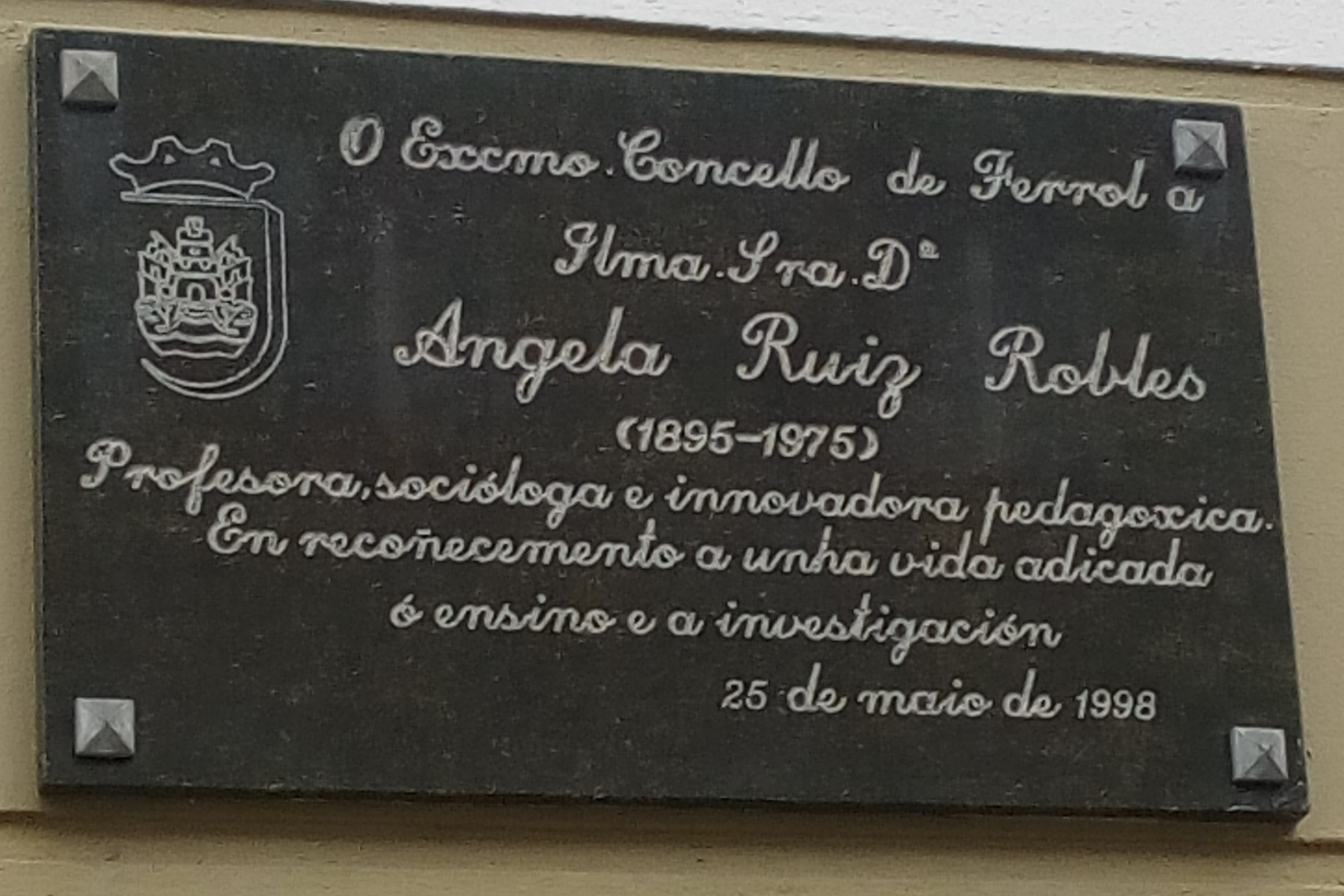
Placa conmemorativa del Ayuntamiento de Ferrol (1998)

Desde el 2006 el Museo Pedagógico de Galicia (MUPEGA) en Santiago de Compostela, dispone de la Enciclopedia Mecánica para su exposición, así como de la máquina mecanográfica que ella utilizaba.
Entre 2009 y 2010 el Ayuntamiento de Ferrol incorporó su vida en las publicaciones Ferrol en Femenino I: Mujeres en la Historia de la Ciudad. Rutas turística; en 2010 en Ferrol en Femenino II: Los primeros pasos en la historia de la Educación: XVIII-XX. En octubre de 2010-febrero de 2011 la enciclopedia mecánica formó parte de la «Exposición Ex libris. Los libros de Galicia» en la Fundación Ciudad de la Cultura de Santiago de Compostela (La Coruña).
En octubre de 2011 la Escuela Técnica Superior de Ingenierías Informática y de Telecomunicación de la Universidad de Granada le hizo un homenaje como la precursora del e-book. El 29 de noviembre de 2011 apareció en el catálogo 200 años de la promulgación de la Ley de patentes en España en el apartado de mujeres, editado por Ministerio de Industria.
En 2012 apareció en la Cronología de la edición digital: 100 años de evolución tecnológica de la Inventiva Internacional en calidad de Ingeniero en Inventiva e Investigación Científica.
En 2013 se editó por los ministerios de Economía y Competitividad y el de Educación, Cultura y Deporte: Ángela Ruiz Robles y la invención del libro mecánico. En la publicación se integran las patentes de 1949 y 1962 que Ángela Ruíz Robles presentó de su «procedimiento mecánico, eléctrico y a presión de aire para la lectura de libros» y de la enciclopedia mecánica. La monografía cuenta con un anexo con imágenes de los prototipos.
En este mismo año la comunidad científica informática, agrupada en la Sociedad Científica Informática de España (SCIE) y en el Congreso Nacional de Informática (CEDI) en su convocatoria de una nueva edición de los Premios Nacionales de Informática en su octava edición creó, entre otros, el Premio Ángela Ruiz Robles a las actividades institucionales, corporativas o individuales que potencien el emprendimiento en el área de las tecnologías de la información y que estimulen la innovación, la transferencia de conocimiento, la creación de empleo, la apertura de nuevos mercados, la relevancia e impacto internacional, etc.
Mbook. O libro mecánico de Ángela Ruiz Robles, es un cortometraje realizado por Cristina Esteiro y Carlos A. Quirós, de Cuerda Floja Producciones, donde se cuenta la historia de la maestra e inventora y paralelamente la de una niña que va a la escuela. Grabado en 2018 con el apoyo de la Concejalía de Igualdad del Ayuntamiento de Ferrol para el Día de la Mujer, fue proyectado en el Festival de Cine de Málaga en su edición de 2019.

## Premios y reconocimientos
- (1947) Cruz de Alfonso X el Sabio, por su labor social y sus innovaciones pedagógicas en reconocimiento a su carrera profesional. La imposición se realizó en el Ayuntamiento de Ferrol (La Coruña) el 19 de julio de 1950.
- (1952) Medalla de Oro y Diploma en la 1.ª Exposición Nacional de Inventores Españoles.
- (1956) El Ministerio de Educación Nacional concede el Lazo de la Orden de Alfonso X el Sabio.
- (1957) Oscar a la invención en la Feria Oficial y Nacional de Zaragoza.
- (1957) Medalla de Bronce en la Exposición Internacional de Bruselas.
- (1958) Medalla de Bronce por las novedades pedagógicas de Bruselas.
- (1959) Es nombrada Gestora Delegada de los Inventores Españoles para la Región de Galicia.
- (1963) Medalla de Plata en la Exposición Internacional de Invenciones de Bruselas.
- (1964) Diploma y Medalla en la Exposición de Sevilla.
- (1968) Medalla de Ginebra a los inventores españoles.
- (1970) Exposición en el Salón de la Inventiva en el Palacio de Cristal de Madrid.
- (1973) Es nombrada Jefa provincial de la Federación Politécnica Científica de la Inventiva Internacional. Pertenece a la Federación Politécnica Científica de la Inventiva Internacional en calidad de Ingeniero en Inventiva e Investigación Científica.
- En 2018 fue incluida en la Tabla Periódica de las Científicas para conmemorar en 2019 el Año Internacional de la Tabla Periódica de los Elementos Químicos, por celebrarse el 150.º aniversario o sesquicentenario de la publicación de Mendeléyev.[26]